# Amon Tobin
Amon Adonai Santos de Araújo Tobin, conocido como Amon Tobin (Río de Janeiro, Brasil, 7 de febrero de 1972) es un músico electrónico y DJ brasileño. Se le reconoce una participación decisiva en el nacimiento del género conocido como trip hop en los años 1990. Ha publicado siete discos desde 1996, todos ellos publicados por el sello discográfico Ninja Tune, siendo uno de los artistas más exitosos del mismo.
En 2005 produjo el tema para el aclamado videojuego Tom Clancy's Splinter Cell: Chaos Theory. También es muy apreciado su disco Foley Room, formado completamente por grabaciones de campo. Su música ha sido utilizada para numerosas películas, entre las que se encuentran The Italian Job y 21. Tobin se ha encargado de componer la música de numerosas películas independientes, como por ejemplo la cinta húngara Taxidermia. También realizó la música para el anime IGPX.

## Estilo musical e influencias
Tobin es conocido sobre todo por su empleo del sampling, mediante el cual un pequeño trozo de una grabación anterior es manipulada para producir un nuevo sonido. Su uso de esta técnica ha ido cambiado a lo largo de su carrera. En sus primeros singles publicados en Ninebar así como en sus primeros tres álbumes, Tobin tomaba todos los samples para producir música de su colección personal de vinilos. Estos sonidos los manipulaba a través de una combinación de hardware y programas de software como Cubase, haciendo que la fuente original del sonido no fuera fácilmente reconocible en el nuevo contexto. La mayor parte de este trabajo temprano se centraba en la reordenación de breaks tomados de música jazz y blues, convertidos en patrones más complejos y rápidos. En su quinto álbum, Out From Out Where, se aprecia un gradual desplazamiento más allá del uso de material pregrabado al incorporar tomas de guitarra originales. Sus técnicas comenzaron a diversificarse orientándose hacia el diseño de sonido, tomando break beats o instrumentos individuales, modificando frecuencias específicas y produciendo nuevos sonidos. Esta tendencia continuó durante la producción de la banda sonora del videojuego Tom Clancy's Splinter Cell: Chaos Theory. En su sexto álbum, Foley Room, todo el material sonoro fue obtenido por el propio músico en grabaciones de campo. 
Tobin ha experimentado con varios instrumentos, aunque no proviene de una familia musical ni ha tenido ningún tipo de educación formal en la materia. Sobre su música en general, Tobin dice que la ve como una expresión "genuina" del tiempo en el que vive, ya que considera que el blues, el jazz y determinados géneros brasileños eran expresiones "genuinas" de los años 1960. A pesar de la conexión solo indirecta con géneros brasileños, Tobin ha colaborado con varios artistas de su país en el álbum de bossa nova de Bebel Gilberto denominado Tanto Tempo. Los discos de Tobin han sido comparados en ocasiones como bandas sonoras, y él mismo admite que películas de directores como David Lynch le han influido. Adicionalmente, el músico ha afirmado su predilección por las películas de los hermanos Coen, Dario Argento y Roman Polanski.

## Actuaciones en directo

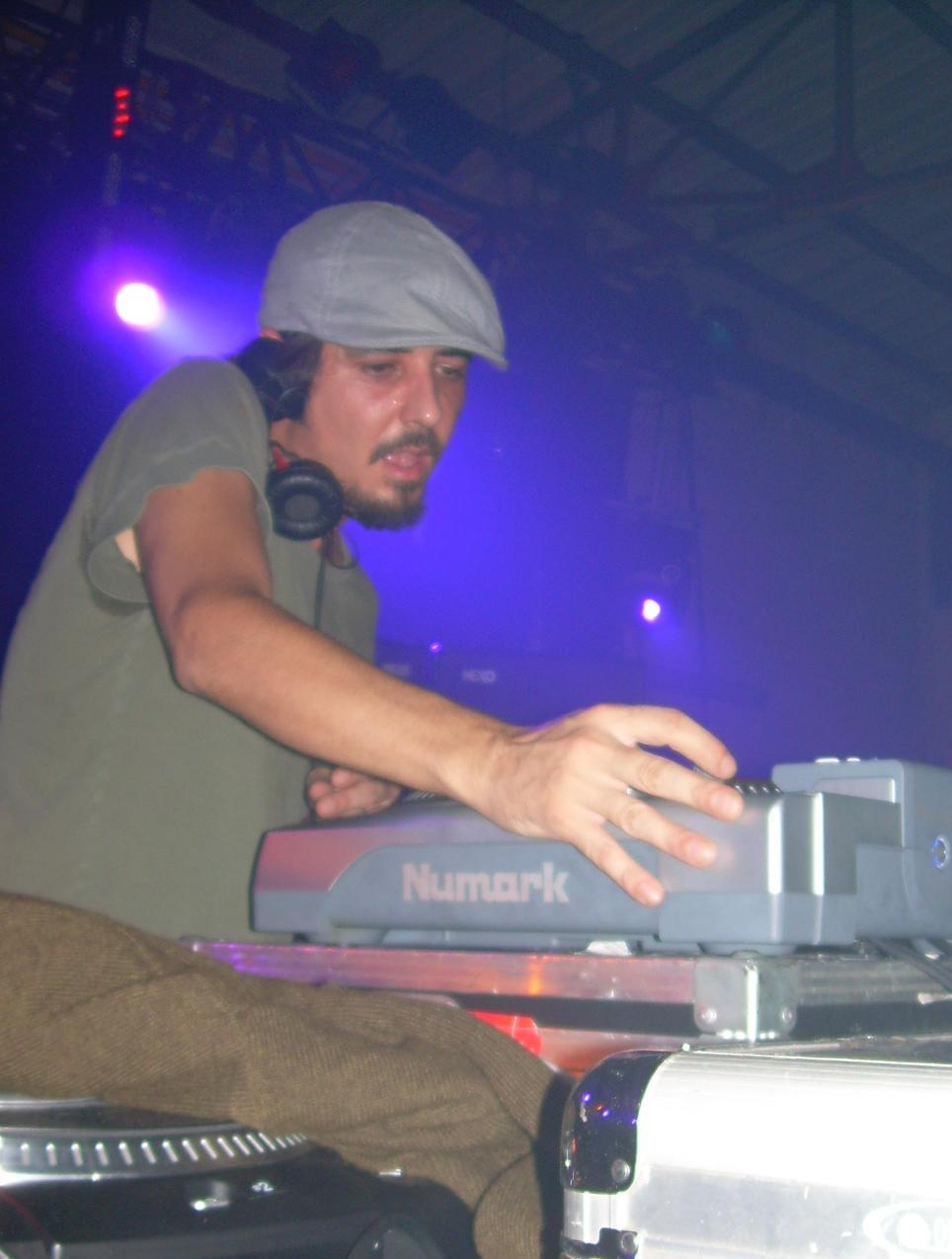
Amon Tobin en el festival l'Ososphère (2006).

Sin tener experiencia previa como disc jockey (DJ) en discotecas, Tobin comenzó a actuar en vivo en clubs con otros artistas de Ninja Tune tras la publicación de su segundo álbum, Bricolage. Sus actuaciones generalmente se basan en la música que ha producido durante su carrera, mezclada con temas modificados de drum and bass, hip hop u otros géneros. Aunque su música es principalmente producida en estudio con samplers y otros equipos, Tobin suele crear también música en directo con esos instrumentos. Es conocido por construir equipos de altavoces con el sistema Dolby Digital 7.1 para sus conciertos.
Tobin ha llevado a cabo conciertos individuales en muchos países, incluyendo tours en Europa, Australia, Japón y los Estados Unidos. Su actuación en 2003 en Melbourne, Australia, fue utilizada para la grabación del cuarto álbum de la serie Solid Steel del sello Ninja Tune dado que el músico no pudo grabar la sesión en estudio a tiempo. Muchos temas de la grabación original fueron omitidos por problemas de copyright con los artistas originales, como por ejemplo con el grupo de R&B Destiny's Child.
Un segundo álbum para la serie Solid Steel y llamado Foley Room Recorded Live In Brussels fue grabado en Bruselas en el Ancienne Belgique en 2007 y fue publicado gratuitamente en noviembre de 2008. De acuerdo con la página oficial de Tobin, "tras meses de trabajo y a pesar de los mejores esfuerzos de todo el mundo la sesión estaba en peligro de ser editada en el terreno de grandes sellos y distribuidores acomodados. Antes que publicar una versión comprometida de modo comercial, la decisión que se adoptó fue la de ofrecerlo gratuitamente".

## Discografía
- Adventures in Foam (1996) (bajo el nombre Cujo).
- Bricolage (1997).
- Permutation (1998).
- Supermodified (2000).
- Out From Out Where (2002).
- Verbal Remixes & Collaborations (2003) (colección de EP).
- Solid Steel Presents Amon Tobin: Recorded Live (2004).
- Chaos Theory - Splinter Cell 3 Soundtrack (2005).
- Peeping Tom, álbum de Peeping Tom (2005): colaboración en el tema «Don't Even Trip».
- Foley Room (2007).
- Monthly Joints series (sólo digital) (2010)
- ISAM (2011)
- Fear in a Handful of Dust (2019)

Adicionalmente, su cuerpo de trabajo incluye 21 discos extended play (EP) que contienen numerosas caras B cada uno, un álbum en directo para la serie Solid Steel de Ninja Tune, material nuevo para varios álbumes recopilatorios y temas originales disponibles para descargar gratuitamente en su página web.
La música de Tobin ha sido utilizada en numerosas grandes producciones de cine entre las que se incluyen The Italian Job y 21, y ha creado música específicamente para librerías musicales como las de BMG Zomba, utilizada también para varias películas. En 2006 publicó la banda sonora para la película de miedo húngara Taxidermia, disponible en su página web.
En 2006 comenzó a colaborar con un proyecto orientado hacia el hip hop junto al productor de drum & bass Doubleclick y varios vocalistas invitados. Bajo el nombre Two Fingers, la pareja ha publicado varios singles seguidos de un álbum largo publicado en 2009 que lleva por nombre el del grupo.